# Shahrak-e Jomhūrī-ye Eslāmī-ye Sartang
Shahrak-e Jomhūrī-ye Eslāmī-ye Sartang (persiska: شهرک سرتنگ, شهرک سرتنگ زنگون, Shahrak-e Sartang-e Zangūn, شهرک جمهوری اسلامی سرتنگ) är en ort i Iran.   Den ligger i provinsen Ilam, i den västra delen av landet, 500 km sydväst om huvudstaden Teheran. Shahrak-e Jomhūrī-ye Eslāmī-ye Sartang ligger 1 008 meter över havet och antalet invånare är 967.
Terrängen runt Shahrak-e Jomhūrī-ye Eslāmī-ye Sartang är kuperad åt nordost, men åt sydväst är den bergig. Runt Shahrak-e Jomhūrī-ye Eslāmī-ye Sartang är det ganska glesbefolkat, med 39 invånare per kvadratkilometer. Närmaste större samhälle är Lūmār, 15,4 km sydost om Shahrak-e Jomhūrī-ye Eslāmī-ye Sartang. Omgivningarna runt Shahrak-e Jomhūrī-ye Eslāmī-ye Sartang är i huvudsak ett öppet busklandskap.